# Ост-рубль
Німецький ост-рубль (нім. Ostrubel; латис. Ostrublis; рос. Острубль) — грошова одиниця, що була введена в обіг німецькою владою в районах Обер-Ост і використовувалася в Німецькій імперії, Ober Ost, Герцогстві Курляндії та Семигалії та в Об'єднаному Балтійському герцогстві. Також неофіційно використовувалася в Польщі та Литві.

## Історія
Німецька окупаційна адміністрація (Ober Ost), була створена німцями в 1915 році, після вигнання російських окупантів з Гродна, Ковеля, Курляндії, Сувалки та Вільнюсу. 17 квітня 1916 року в обіг був введений ост-рубль, який мав витіснити з цих земель російський рубль. Емісійний Східний Банк торгівлі та промисловості (Darlehnskasse) знаходився в місті Познань. Ост-рубль розмінювався на 100 копійок. В обігу знаходилися монети номіналами в 1, 2, 3 копійки, та були виготовлені з заліза. Також відомі купюри номіналами 20, 50 копійок, 1, 3, 10, 25 та 100 ост-рублів. 14 квітня 1917 року уряд Варшави ухвалив рішення замінити ост-рубль на власну польську марку. З 4 квітня 1918 року ост-рубль рівнявся 2 німецьким східним маркам. З 1 жовтня 1922 року в Литві ост-рубль та ост-марка була замінена на лити.

## Монети

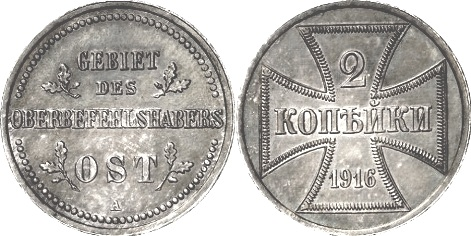
2 копѣйки 1916, ОСТ

Монети були викарбувані з заліза на монетних дворах Гамбурзі (J) та Берліні (А) і датовані 1916 роком. На аверсі розміщувався напис «Головнокомандувач Обер-Остом» (нім. Gebiet des Oberbefehlhabers Ost) з боків прикрашали дубові гілочки. На реверсі залізний хрест, номінал російською …копѣйка(и), нижче рік випуску. Гурт монет — гладкий.
- 1 копійка (вага 2,89 гр.)
- 2 копійки (вага 5,83 гр.)
- 3 копійки (маса 8,75 гр.)

## Банкноти
Купюри були виготовлені різними кольорами і містили надписи пол. польською, нім. німецькою та лат. латвійською мовами. З точки зору графічних нот вони не відрізняються нічим, зокрема, їхній графічний дизайн складався з надписів трьома мовами в орнаментельній рамці. І лише купюра номіналом в 100 рублів була з більш цікавішим сплануванням, хоча типовою для того періоду. На ній зображалися алегоричні гірлянди, що складалися з фруктів, листя, стрічок та ін.). В 1918 році з цього проекту була змодельована банкнота в номіналом 100 ост-марк. Німецький ост-рубль також був у обігу з 1918 року в Лівонії та Естонії. Ця валюта залишалася в обігу в країнах Балтії до введення власних національних валют до початку 20-х років XX століття.

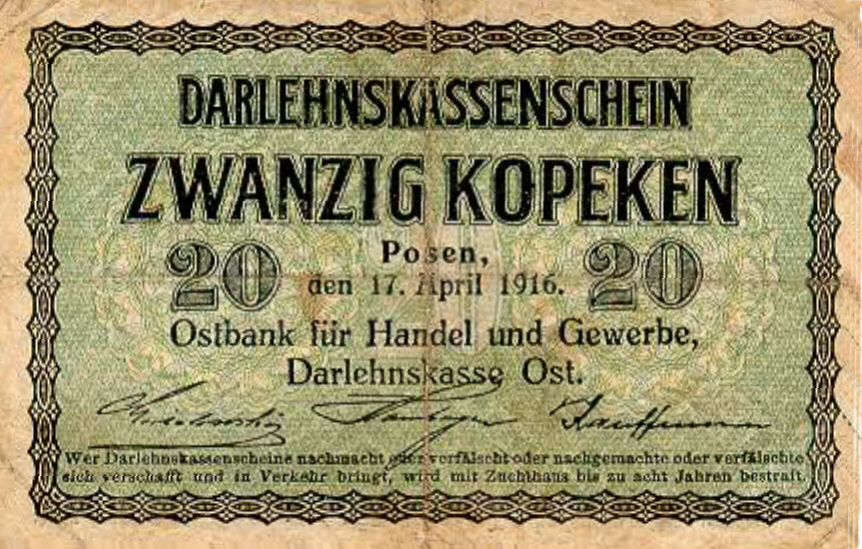
20 ост-копійок, 1916, ОСТ
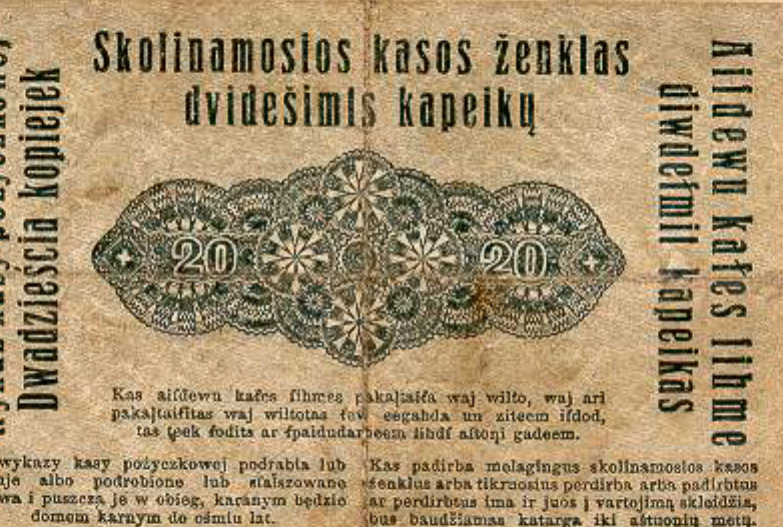
20 ост-копійок, 1916, ОСТ (Зворотній бік)
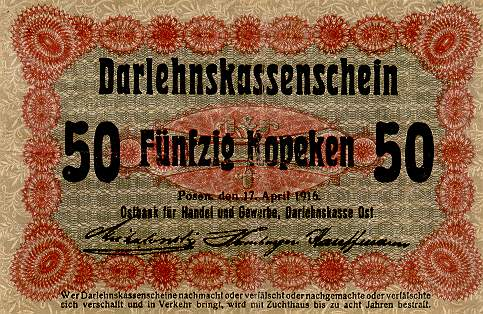
50 ост-копійок, 1916, ОСТ
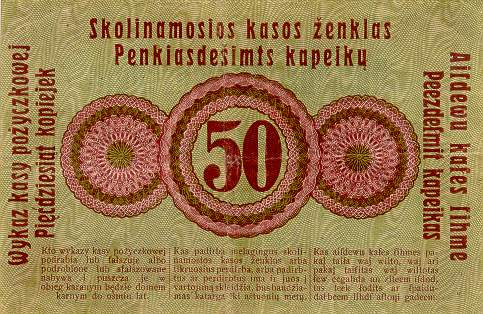
50 ост-копійок, 1916, ОСТ (Зворотній бік)
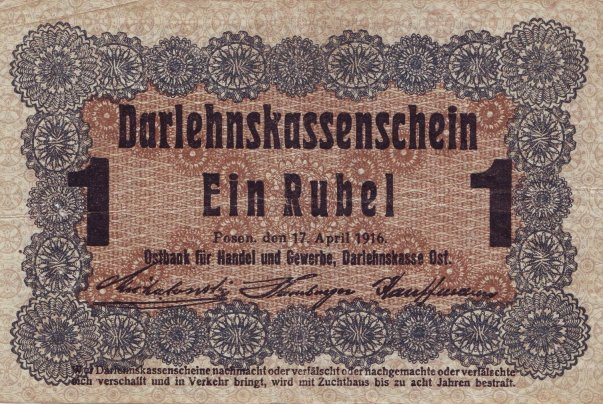
1 ост-рубль, 1916, ОСТ
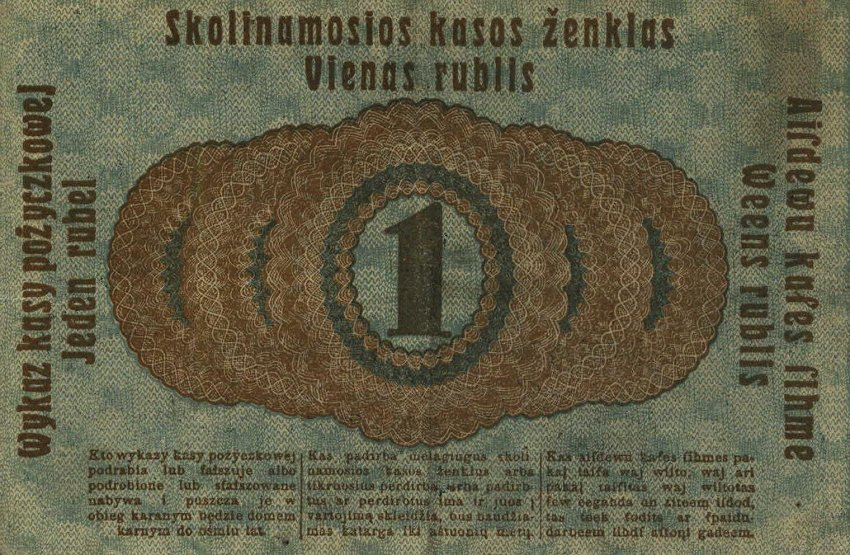
1 ост-рубль, 1916, ОСТ (Зворотній бік)
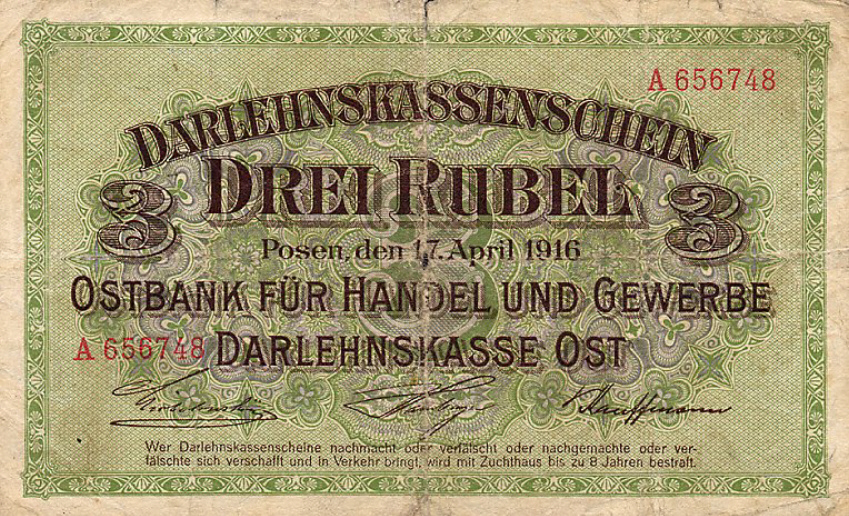
3 ост-рублі, 1916, ОСТ
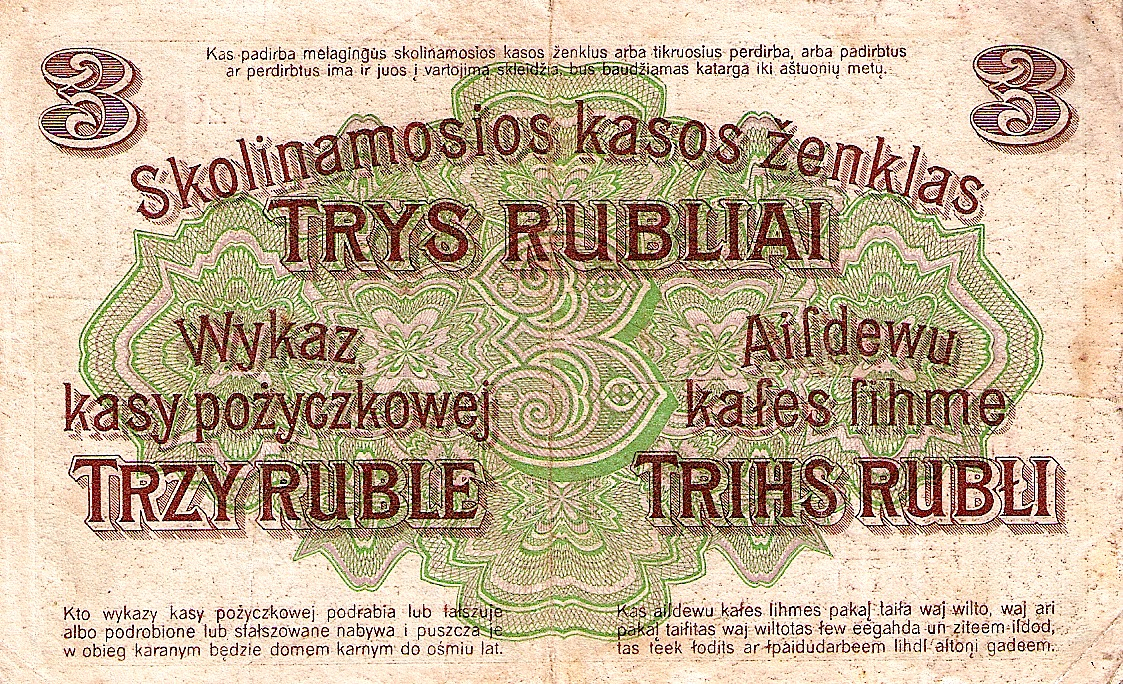
3 ост-рублі, 1916, ОСТ (Зворотній бік)
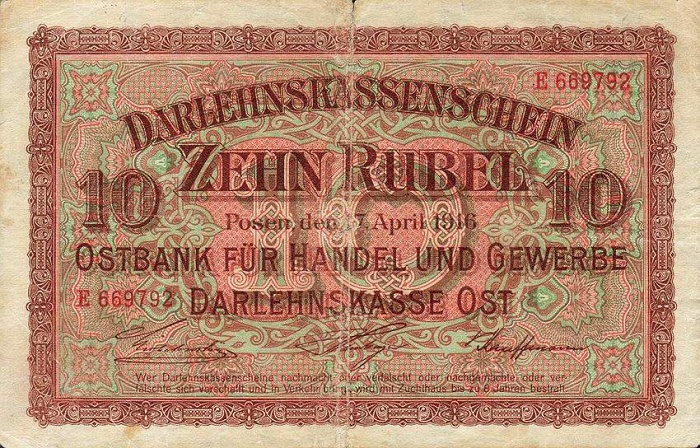
10 ост-рублів, 1916, ОСТ
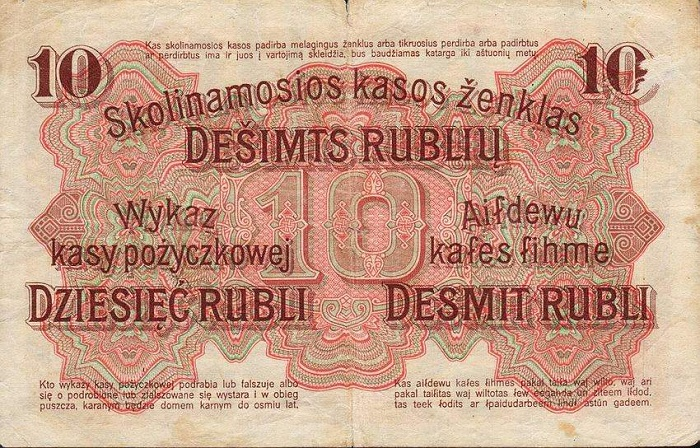
10 ост-рублів, 1916, ОСТ (Зворотній бік)
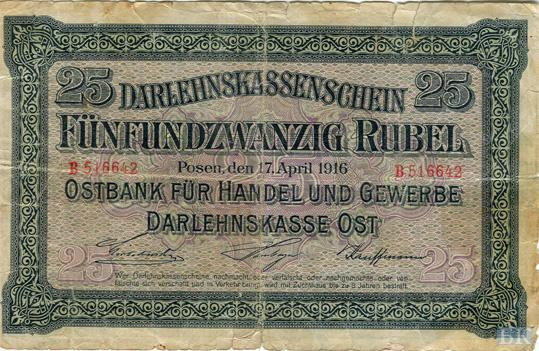
25 ост-рублів, 1916, ОСТ
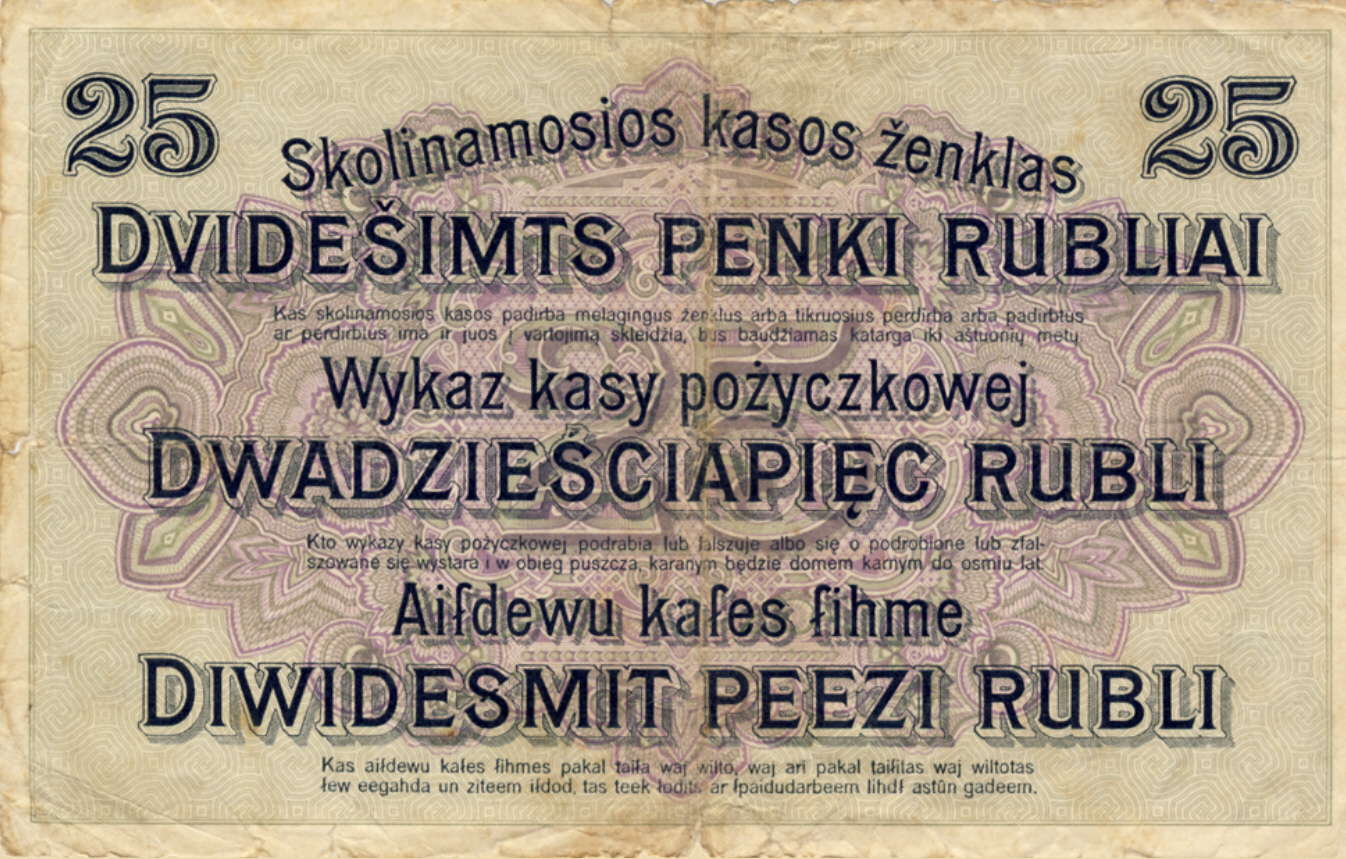
25 ост-рублів, 1916, ОСТ (Зворотній бік)
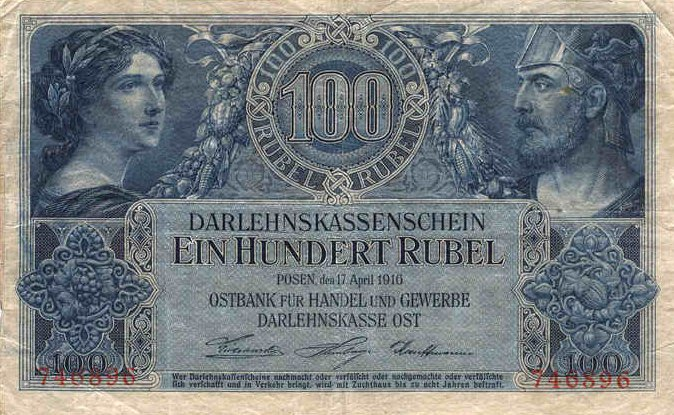
100 ост-рублів, 1916, ОСТ
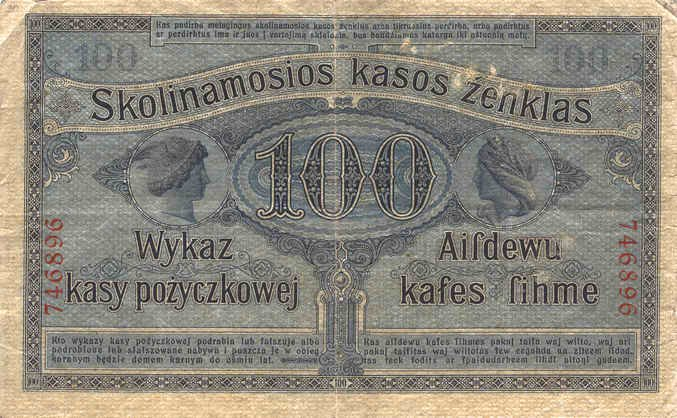
100 ост-рублів, 1916, ОСТ (Зворотній бік)

- 20 коп
- 50 коп
- 1 рубль
- 3 рублі
- 10 рублів
- 25 рублів
- 100 рублів